# Stade de rugby Shevardeni
Le Stade de rugby Shevardeni (en géorgien : სარაგბო ბაზა „შევარდენი“) est un stade de rugby à XV de 1 600 places situé à Tbilissi, en Géorgie.

## Histoire
Le stade est inauguré en 2010. Etaient présents ce jour-là Bernard Lapasset (président de l'IRB), Jean-Claude Baqué (président de la FIRA), Mark Egan (président du comité de développement de l'IRB), ainsi que le premier ministre de Géorgie Nikoloz Guilaouri. Le stade a été cofinancé par l'IRB et par la fondation Cartu. Le complexe comprend deux stades, le principal en gazon naturel, l'autre en gazon synthétique . 
Le stade est utilisé par le Rugby Club Armazi, évoluant en championnat de Géorgie de rugby à XV. 